# Rio Mamoré

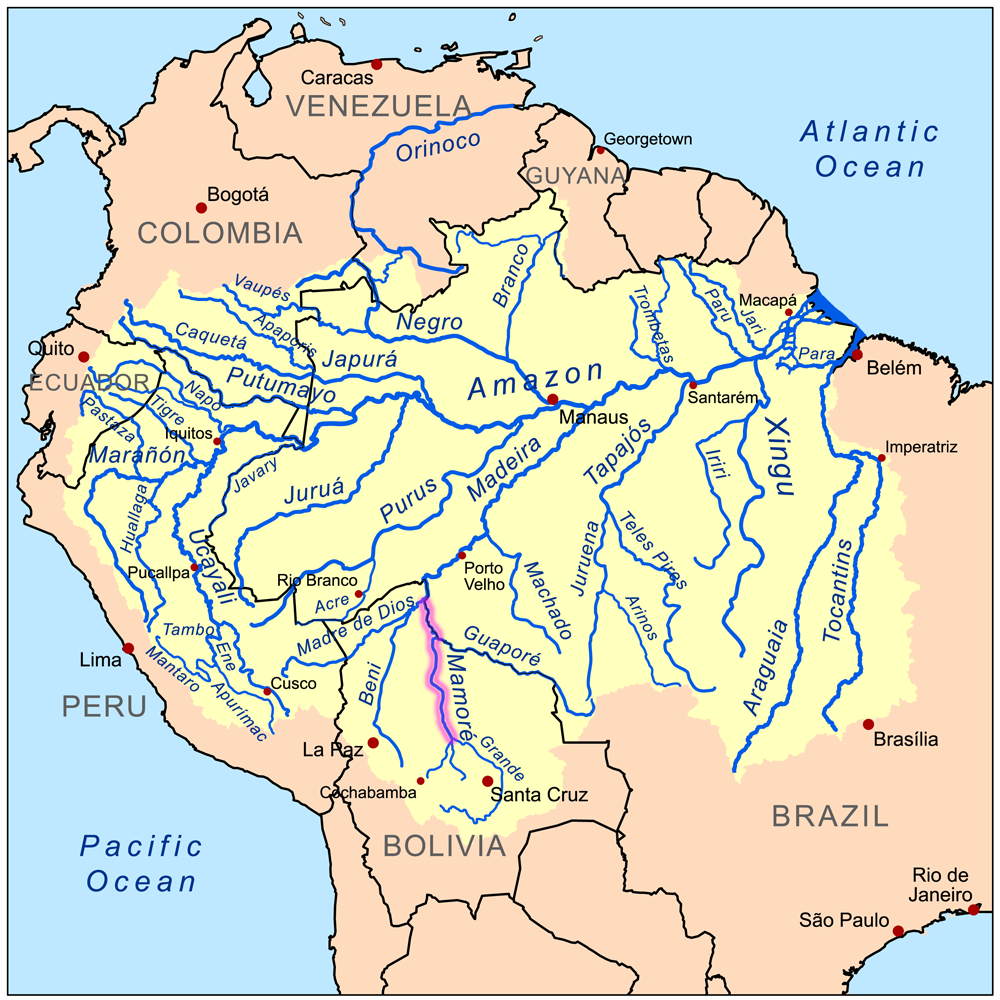
Localização do rio Mamoré na bacia Amazônica

O rio Mamoré é um curso de água  da bacia do rio Amazonas que nasce da confluência do rio Chapare com o rio Mamorecillo, entre os departamentos de Santa Cruz e Cochabamba, na Bolívia, 24 km ao sul da foz de um de seus grandes afluentes, o rio Grande. Com o rio Beni forma o Madeira no município de Nova Mamoré, no estado de Rondônia. O rio corre na direção norte em todo seu percurso, sendo a maior parte deste em território boliviano, percorrendo uma região conhecida como "Llanos de Mojos".
Esse rio oferece grandes dificuldades à navegação, inclusive por ser comum encontrar troncos de árvores flutuando em suas águas que se chocam com as embarcações.
Seus principais afluentes são os rios: Ivary, Grande, Piray, Ibabo, Charapé, Securi, Tijamuchi, Aperé, Yacuma e Iruyani.